# Tommy Collins (countrymuzikant)
Leonard Raymond Sipes (Bethany, 28 september 1930 – Ashland City, 14 maart 2000), beter bekend als Tommy Collins, was een Amerikaans countryzanger en -songwriter. Collins was hoofdzakelijk actief in de jaren 50 tot en met 70. Hij was een van de artiesten die de 'Bakersfield sound' binnen de countrymuziek vormgaven. Enkele van Collins' hits in de jaren 50 waren "You Better Not Do That", "It Tickles" en "Watcha Gonna Do Now". In 1965 maakte Tommy Collins een comeback met de hit "If You Can't Bite, Don't Growl". Hij schreef meerdere liedjes voor andere countryartiesten, zoals "If You Ain't Lovin' (You Ain't Livin')", waarmee Faron Young in 1954 een top tien-hit scoorde en waarmee George Strait in 1988 een nummer 1-hit had. Voor Merle Haggard schreef hij onder andere de hits "Carolyn" en "The Roots of My Raising".
- Bibliothèque nationale de France: cb13892651v (data)
- International Standard Name Identifier: 0000 0000 5514 0626
- Library of Congress Control Number: n91090471
- MusicBrainz: 1f5d15cf-5461-4dd9-a23a-ff7db542ffa6
- Nationale Bibliotheek van Tsjechië: xx0046356
- SNAC: w6gb6hv9
- Virtual International Authority File: 37101347
- WorldCat: E39PBJkD4f6d6BG74rbdQmK68C